# Paolo Ghiglione
Paolo Ghiglione (ur. 2 lutego 1997 w Vogherze) – włoski piłkarz występujący na pozycji pomocnika we włoskim klubie Cremonese. Wychowanek Milanu, w trakcie swojej kariery grał także w takich zespołach, jak SPAL, Pro Vercelli, Frosinone oraz Genoa. Młodzieżowy reprezentant Włoch.